# Gorenja Dobrava, Trebnje
Gorenja Dobrava je naselje v občini Trebnje.
Gorenja Dobrava stoji v spodnjem delu Temeniške doline ob cesti Dolenja Nemška vas – Gomila, naokrog so njive in precej suhi travniki, za njimi pa listnati gozdovi v Roženberku, Lipniku, Dolenji hosti in Brezju. V bližini vasi so bile najdene rimske svinčene vodovodne cevi ter manjša Ajdovska jama, katere ime priča o naseljenosti jame v davni preteklosti.